# 水内郁夫
水内 郁夫（みずうち いくお、）は日本のロボット研究者。東京大学博士（工学）。愛・地球博に全身筋骨格型ヒューノイドロボット「小太郎」を出展、後に「小次郎」も開発した。ほかにホームアシストロボットや植物栽培システムの研究開発にも取り組む。東京大学大学院 特任助手、講師、東京農工大学大学院工学研究院先端機械システム部門准教授、教授を歴任。

## 来歴・人物
水内は1995年3月に早稲田大学理工学部機械工学科を卒業。同年4月に東京大学大学院へ進学し、井上博允が教授、稲葉雅幸が助教授を務める情報システム工学研究室に所属。腱駆動・筋骨格構造のロボットの研究開発に取り組む。
修士課程を修了後、水内は博士課程に進学。2000年には日本学術振興会特別研究員に採択され、2002年1月からは博士課程を単位取得退学し、東京大学大学院情報理工学系研究科が科学技術振興調整費で設置した「創造的ソフトウェア人材養成プログラム」の特任助手に就任する。同年3月には博士（工学）の学位を取得する。

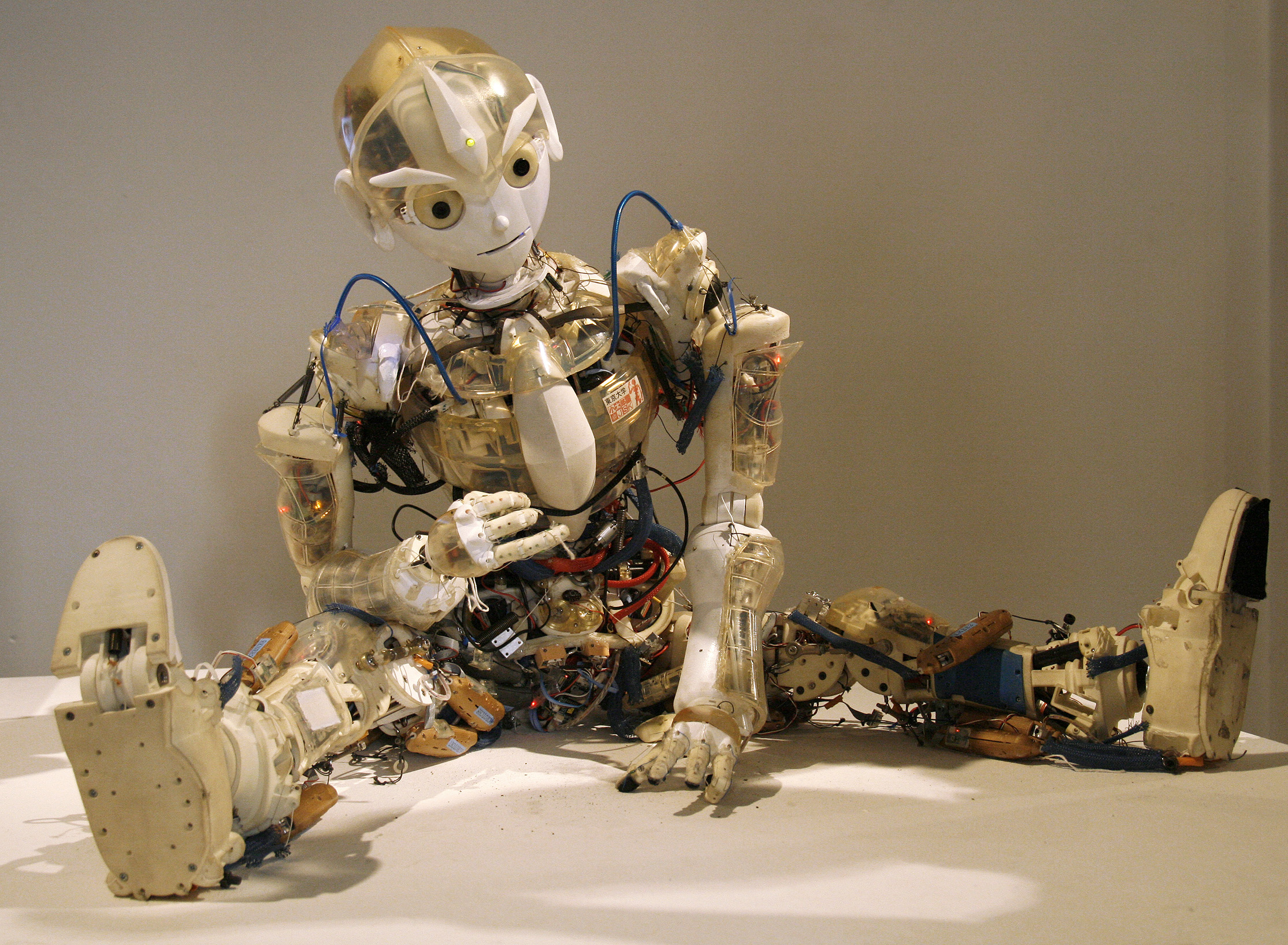
筋骨格ヒューマノイドロボット「小太郎」

引き続き筋骨格ヒューマノイドロボットの研究を続け、全身を持つ超多自由度筋骨格ロボット「小太郎」を1年程で開発する。「小太郎」は2005年に愛・地球博のプロトタイプロボット展に出展され、その技術やデザインが注目を集めた。2006年には、水内は知能機械情報学専攻講師に就任。「小太郎」の後継にあたる「小次郎」を開発するとともにロボットシステムやキッチンアシストロボットの研究にも携わっている。
2009年3月、東京農工大学に准教授として栄転、「水内研究室」を構える。農工大では農学部と連携したロボットの農業応用にも取り組み、植物のロボット化として「プラントロイド」を開発したり、専門書の分担執筆を経験したりし、講演会にも講師として呼ばれている。
また、空気圧を用いた跳躍ロボットやスイング動作の解析など、ロボットの動的制御に関する研究も実施。ホームアシストロボットについては、天井にカメラを付けて片足大のロボットが玄関を片づけるロボットを開発し、さらには人間の主観に着目したロボットの知能に関する研究にも取り組んでいる。
2020年8月、同大学大学院の教授に昇進。

## 履歴

### 略歴
- 1995年（平成7年）3月 - 早稲田大学理工学部機械工学科 卒業[5]
東京大学大学院工学系研究科機械情報工学専攻・修士課程を経て博士課程へ進学[3]
- 2000年（平成12年）1月 - 日本学術振興会特別研究員[21]（2001年12月まで）
- 2001年（平成13年）12月 - 東京大学大学院情報理工学系研究科機械情報工学専攻博士課程単位取得退学[5]
- 2002年（平成14年）1月 - 東京大学大学院情報理工学系研究科・科学技術振興特任教員（特任助手）[5][8]
- 2006年（平成18年）4月 - 東京大学大学院情報理工学系研究科知能機械情報学専攻 講師[5]
- 2009年（平成21年）3月 - 東京農工大学大学院共生科学研究院先端機械システム部門 准教授[5]
- 2010年（平成22年）4月 - 東京農工大学大学院工学研究院先端機械システム部門 准教授[3]
- 2014年（平成26年）4月 - 同上、テニュア取得[3]
- 2020年（令和2年）8月 - 同上、教授[3]

### 主な受賞歴
- 2001年 - 第16回日本ロボット学会研究奨励賞「多自由度脊柱を持つ全身行動体のための体幹の腱駆動拮抗制御」[22][注釈 2]
- 2004年 - 第18回日本ロボット学会論文賞[2][注釈 3]
- 2006年 - ROBOMECH2015 ベストプレゼンテーション表彰（日本機械学会ロボティクス・メカトロニクス部門）[23]

## 著作
（学位論文）
- 『柔軟性可変な脊椎構造を有する多自由度全身行動ロボットシステム』東京大学〈甲第16769号〉、2002年3月14日。

（分担執筆）
- 水内郁夫、湯浅雅人「ロボット技術 ―植木鉢ロボット群による太陽光の時間的空間的有効活用技術の開発―」『植物工場生産システムと流通技術の最前線』エヌ・ティー・エス、2013年4月、169-183頁。ISBN 978-4-86469-061-4。
- 水内郁夫「19.13 腱駆動ヒューマノイド」松野文俊、大須賀公一、松原仁、野田五十樹、稲見昌彦 監修『ロボット制御学ハンドブック』近代科学社、2017年、ISBN 978-4-7649-0473-6[24][25]

（学会誌解説）
- 「愛・地球博 プロトタイプロボット展」『バイオメカニズム学会誌』第29巻第3号、2005年8月、173-174頁。
- 「ヒューマノイドロボットのシステム実現―ロボットシステム記述言語EusLispによる実装―」『コンピュータソフトウェア』第23巻第2号、2006年4月、45-61頁。[注釈 4]
- 「人体構造に示唆を得た筋骨格型ヒューマノイドの構成と設計」『日本ロボット学会誌』第28巻第6号、2010年7月。

（一般向け解説）
- “家事ロボットに必要なのは、精度よりも器用さ”、夢ナビ、2016年9月10日閲覧。
- “日本は世界に名だたるロボット先進国”、夢ナビ、2016年9月10日閲覧。